# 법률

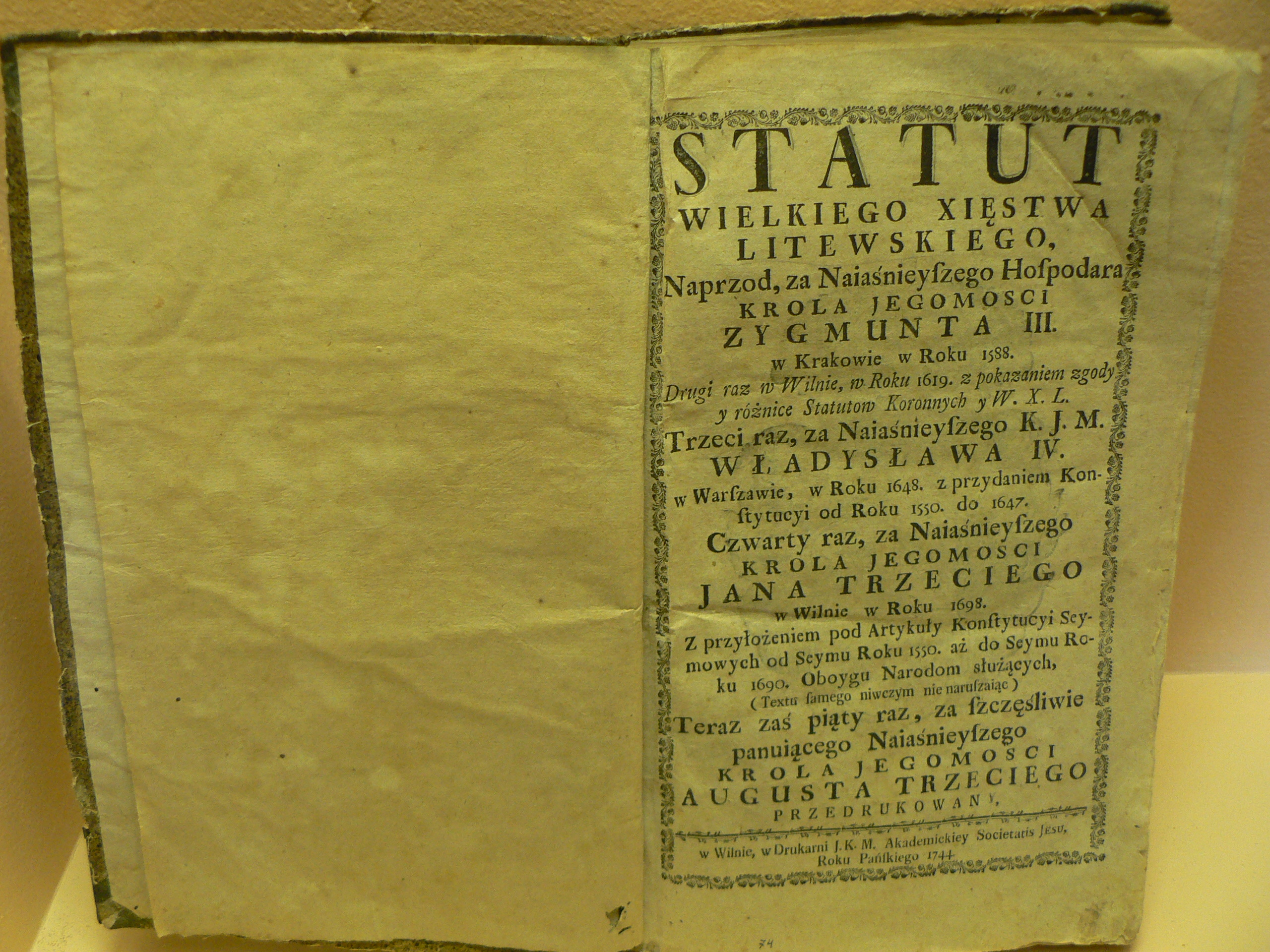
폴란드어로 기록된 리투아니아 대공국의 법률.

법률(法律, 독일어: Gesetz)은 주로 입법부의 심의와 의결을 거치고, 국가 원수가 서명·공포하여 효력이 발생하는 법의 한 형식이다. 일반적으로 헌법의 효력 아래에 위치한다.
법률은 헌법보다는 구체적이지만, 원칙적으로 일반적이고 추상적이어야 한다. 일반적이라는 의미는 불특정 다수인, 즉 적용 대상이 모든 사람임을 말한다. 또한 추상적이라는 의미는 법률이 모든 사건에 적용되어야 한다는 것을 뜻한다. 그러나 모든 법률이 일반적이고 추상적일 수는 없으며, 사회국가적이나 행정국가적 요청을 실현하기 위하여 개별적이고 구체적인 사항을 규율하는 법률도 있으며 이러한 법률을 처분적 법률 또는 ‘처분법률’(독일어: Maßnahmegesetz)이라고 한다.
일반적으로 법률은 규칙이나 명령보다는 상위에 있으므로, 법률은 규칙이나 명령의 기준이 된다. 그러나 법률은 헌법의 하위에 위치하므로, 헌법에 위배되는 법률은 무효이다. 따라서 법률이 헌법에 위배되는지를 심판하는 헌법재판이 있는 나라는 그 역할을 맡는 기관을 두고 있으며, 대법원이나 별도의 헌법재판소가 그 역할을 담당한다.
헌법에서 반드시 법률로 정하도록 규정한 사항을 법률사항 또는 입법사항이라고 한다. 일반적으로 ‘법률이 정하는 바에 따라’라거나 ‘법률에 의하지 않고는’이라는 표현과 같이 규정된다. 대한민국 헌법 제12조 1항에서 “누구든지 법률에 의하지 아니하고는 체포·구속·압수·수색 또는 심문을 받지 아니하며”라고 규정되어 있는데, 여기서 체포·구속·압수·수색 또는 심문이 입법사항에 해당한다. 따라서 해당 사항을 법률이 아닌 명령이나 규칙으로 규율한다면 이는 헌법에 합치하지 않는 것이다.
법률은 국가가 국가의 권력에 복종하는 인민으로서의 국민을 규율하는 이른바 공법(헌법·형법·소송법·세법 등)과 평등(平等) 및 대등(對等)의 입장에서 국민을 규율하는 사법(私法)으로 구별된다.

## 같이 보기
- 법
- 법학